# Херсонський бавовняний комбінат
Херсо́нський баво́вняний комбіна́т (ХБК) — одне з найбільших текстильних підприємств України.

## Історія
Будівництво розпочато 1952. Першу чергу комбінату введено в експлуатацію 1961, другу — 1964. У складі комбінату 3 прядильно-ткацькі й обробна фабрики. Випускає мебльово-декоративні, костюмно-платтяні, сорочечні, білизняні, хусткові, ворсові тканини і вироби з махрової тканини. За сировину править бавовна і штучне віскозно-штапельне волокно. Комбінат виробляє 388 000 т прядива і 194,3 млн погонних м тканини на рік (1976). Обсяг реалізованої продукції — 387 млн крб. (1976). Тканини комбінату експортуються до багатьох країн.
У 2004 році 51,76% акцій ХБК були куплені «Волинським шовковим комбінатом». На підприємство також претендував «Олімі Карімзод - М» (Таджикистан). Сума операції склала 18 634 млн. грн при стартовій ціні 18 632 млн. грн. Інвестор взяв на себе ряд зобов'язань - сплатити багатомільйонні борги комбінату по зарплаті і перед постачальниками електроенергії, завантажити виробничі потужності (надіслати на переробку 4000 тонн бавовни в перший рік), виплатити банківські позички, в тому числі - державному «Укрексімбанку».
2007 року на базі ливарного цеху комбінату було створено Херсонський ливарний завод.